# Оразымбетов, Ергали Сиябекулы
Ергали Сиябекулы Оразымбетов (каз. Ерғали Сиябекұлы Оразымбетов; 10 октября 1943, село Чернак, Кентау, КазССР, СССР — 25 октября 2016, Шымкент, Казахстан) — советский и казахский театральный режиссёр

, театральный педагог, профессор. Народный артист Казахстана (1998), заслуженный деятель искусств Казахстана (1993).

## Биография
Родился 10 октября 1943 года в селе Шорнак города Кентау Южно-Казахстанской области.
В 1967 году поступил в Алма-Атинскую государственную консерваторию на театральный факультет, который окончил в 1971 году (курс народного артиста Казахской ССР, профессора Аскара Токпанова).
Творческую деятельность начал в 1971 году режиссёром-постановщиком Южно-Казахстанского областного казахского и русского драматических театров.
В 1979 году приказом Министерства культуры СССР был принят стажером-режиссёром драматического театра государственной академии имени Ленсовета в Санкт-Петербурге, где проработал до 1981 года.
С 1981 по 1988 год — главный режиссёр Жамбылского областного казахского драматического театра;
С 1988 по 2001 год — главный режиссёр Кызылординского областного драматического театра;
С 2001 года — художественный руководитель и директор Южно-Казахстанского областного казахского драматического театра (г. Шымкент);
С 2001 года — преподаватель, профессор факультета искусств Южно-Казахстанского государственного университета имени М. О. Ауэзова (г. Шымкент);

## Избранные постановки
- 1978 — «В этом милом старом доме» Александр Арбузов;[3]
- 1988 — каз. «Күшігінен таланған» Иран-Гайып;
- 1989 — каз. «Әлі бойдақпысың?» Суйениш Комшабай;
- 1989 — «Как сказал, так и будет» Кадарбек Найманбаев;
- 1990 — каз. «Арманым, әнім іңкәрім» Е. Оразымбетов с Аскаром Киребаевым;
- 1991 — каз. «Желжуан немесе мен байымнан қорықпаймын» Иран-Гайып;
- 1991 — каз. «Тоғызыншы вал» Иран-Гайып;
- 1993 — каз. «Батқан кеменің бейбақтары» Иран-Гайып;
- 1996 — «Кавказский меловой круг» Брехт, Бертольт;
- 1997 — каз. «Мен ішпеген у бар ма?» Иран-Гайып;
- 1998 — каз. «Түнгі көбелек» Акпанбетов. А;
- 1998 — каз. «Керемет» Айтбай Хангелдин;
- 1999 — каз. «Қиял-ғажайып театр» Е. Оразымбетов с Аскаром Киребаевым;

## Награды и звания
- 1993 (22 марта) — присвоено почётное звание «Қазақстанның еңбек сіңірген қайраткері» (Заслуженный деятель искусств Казахстана) — за выдающиеся заслуги в области отечественного театра.;
- 1998 (11 декабря) — присвоено почётное звание «Народный артист Казахстана» — за особые заслуги и значительный вклад в театральное искусство.;[4]
- Медаль «Ветеран труда» (1988);
- Медаль «10 лет независимости Республики Казахстан» (2001);
- Медаль «20 лет независимости Республики Казахстан» (2011);
- Благодарственное письмо Первого Президента Республики Казахстан и др.